# Hen (suédois)

Illustration du pronom hen à l'intersection des pronoms masculin han et féminin hon en suédois.

Pour les articles homonymes, voir Hen.
Hen est un pronom personnel de la troisième personne singulier, proposé pour désigner une personne de manière non genrée en suédois. Néologisme créé dans les années 1960 par des linguistes et promu par des groupes féministes, il est entré en 2015 dans le dictionnaire de l'Académie suédoise après avoir suscité une importante controverse.

## Contexte linguistique
En suédois, les formes du masculin et du féminin ont fusionné pour ne plus former qu'un seul genre grammatical, le genre commun, à côté duquel subsiste le genre neutre (cf. l'article sur la grammaire suédoise). Le pronom personnel de la troisième personne singulier suit cette logique pour les choses et les concepts abstraits, en présentant les formes « den » et « det ». Pour les personnes, des pronoms distincts sont cependant utilisés qui ne suivent pas le genre grammatical, à savoir « hon » (elle) et « han » (il). Le pronom hen est un pronom du genre neutre à la troisième personne du singulier. 
La question ne se pose pas au pluriel, puisque les pronoms personnels de la troisième personne du pluriel, de et dem, sont neutres. 
Hen peut être utilisé à la fois pour se référer à quelqu'un dont on ne connaît pas le genre, ou dont le genre n'a pas d'importance, et pour désigner une personne non binaire.

## Histoire
Le pronom hen a été introduit dans la langue suédoise en 1966, sur une proposition du journaliste du quotidien Upsala Nya Tidning (en) Rolf Dunås, qui avait remarqué l'usage du pronom sans genre hän dans la langue finnoise. En 1976, le linguiste Karl-Hampus Dahlstedt (sv) critique l'utilisation du masculin générique en suédois, qui contribue à invisibiliser les femmes. Cette position est également soutenue par Bertil Molde (sv) la même année, qui estime que l'utilisation systématique du han (« il ») dans les textes de lois constituait une atteinte au principe d’égalité des sexes. 
Dans les années 1960, le néologisme hen est promu par des groupes féministes,. D'abord d'usage très marginal (restreint notamment à un cercle de linguistes et d'universitaires), il s'est progressivement répandu, surtout depuis les années 2000, dans les cercles LGBT+ et au-delà. 
En 2012, il est employé dans un livre pour enfants pour qualifier le protagoniste principal de l'histoire. Son utilisation provoque un débat autour du langage non genré dans les médias suédois. D'un côté, ses partisans estiment que les enfants sont très influencés par les catégories genrés, et qu'un pronom neutre permet aux enfants de développer leur imagination plus librement. De l'autre, les opposants affirment qu'être un garçon ou une fille est une fierté et craignent une perte de repère pour les plus jeunes. Certains journaux interdisent à leurs journalistes d'employer le pronom, et le conseil des langues de Suède préconise en 2012 de ne pas l'utiliser.
Parmi d'autres arguments présentés contre l'utilisation de ce pronom, ont été avancés le caractère « naturel » de la division en deux genres masculin/féminin, ou encore la crainte d'une remise en question de la biologie. Certains groupes de féministes ont également dénoncé un effacement des femmes par ce pronom. En réponse, les partisans du pronom neutre expliquent que son utilisation permet d'éviter des doubles formulations (« hon/han », « il/elle ») et rendent la lecture plus fluide.
En 2013, le conseil des langues de Suède met à jour sa recommandation et indique que Hen peut être utilisé. L'Académie suédoise annonce en juillet 2014 que hen fera son entrée dans la quatorzième édition du Svenska Akademiens ordlista (en), texte faisant de facto autorité sur les normes linguistiques, qui paraît en 2015,.
Le pronom hen peut être employé jusque dans les textes officiels, même si en 2016 Garnam et al. notent que son utilisation dans l'administration reste très réduite. Il est davantage présent dans les médias, et son emploi a beaucoup augmenté au début des années 2010.
Avec les années, son utilisation s'est répandue et son usage a cessé d'évoquer la connotation militante qui était la sienne initialement[source insuffisante].

## Usages sociaux
L'usage du pronom Hen véhicule en quelque sorte un message politique. Revendiqué par les partisans de la prise en compte des problématiques de genre à l'école et de la lutte contre la construction des stéréotypes, ce pronom a beaucoup attiré l'attention, qu'il s'agisse de critiques positives ou négatives.
Quelques écoles maternelles en Suède intègrent fortement la pratique du « hen » dans leur programme éducatif.
Autre usage parfois sujet à controverse, les personnes non binaires en ont fait « leur » pronom,.
Hen s'utilise lorsque l'orateur ne connaît pas le sexe de la personne à laquelle il se réfère ou tient à éviter une référence sexuée, notamment en cas d'usage générique. L'usage de ce pronom évite d'utiliser des locutions sexuées ou plus complexes comme « vederbörande » ou « han eller hon », respectivement en français « (la personne) concernée » et « il ou elle ».

## Effets produits par l'utilisation de ce pronom
Une étude de 2013 auprès de 150 personnes lisant une histoire sur quelqu'un, tantôt désigné au masculin, au féminin, les deux, ou avec le pronom hen, a montré que l'utilisation de ce pronom neutre était celle qui entraînait le moins l'identification du personnage avec le genre masculin. Ce personnage fictif avait également plus de chances d'être perçu comme transgenre lorsque le pronom hen est utilisé pour le désigner.
Une étude de 2019 publiée dans la revue Proceedings de la National Academy of Sciences par Efren O. Perez, professeur de science politique à l'Université de Californie, suggère que l'emploi de ce pronom neutre réduit les biais exclusivement favorables aux hommes : « l'utilisation individuelle de pronoms non sexistes réduit la saillance des hommes dans l'esprit des personnes parlant le suédois et les biais en faveur des rôles de genre traditionnels ».